# Faina (kommun i Brasilien)
Faina är en kommun i Brasilien.   Den ligger i delstaten Goiás, i den centrala delen av landet, 270 km väster om huvudstaden Brasília. Antalet invånare är 6 980.
Omgivningarna runt Faina är en mosaik av jordbruksmark och naturlig växtlighet. Runt Faina är det mycket glesbefolkat, med 4 invånare per kvadratkilometer.